# Lecanora pallidochlorina
Lecanora pallidochlorina är en lavart som beskrevs av T. H. Nash, B. D. Ryan & Lumbsch. Lecanora pallidochlorina ingår i släktet Lecanora och familjen Lecanoraceae.   Inga underarter finns listade i Catalogue of Life.